# Louis Herthum
Louis Herthum (* 5. Juli 1956 in Baton Rouge, Louisiana) ist ein US-amerikanischer Schauspieler.

## Leben
Louis Herthum wurde in der Stadt Baton Rouge, im US-Bundesstaat Louisiana geboren. Seine Karriere begann 1978 mit Auftritten auf verschiedenen Theaterbühnen und in Werbespots. 1982 zog er nach Los Angeles und hatte noch im selben Jahr seinen ersten Filmauftritt mit einer Minirolle in Der Spielgefährte. Von 1991 bis 1996 spielte er die Rolle des Deputy Andy Broom in den letzten fünf Staffeln von Mord ist ihr Hobby. Zuvor wirkte er in der Serie bereits in anderen Rollen mit.
Seitdem tritt er regelmäßig in bekannten US-Serien auf, wie etwa JAG – Im Auftrag der Ehre, The Riches, Criminal Minds, Navy CIS, True Blood, The Mentalist, Breaking Bad, Training Day, Narcos oder Electric Dreams. In Nebenrollen, wie in Der seltsame Fall des Benjamin Button oder Der letzte Exorzismus, war er auch in Filmen zu sehen.
Von 2012 bis 2016 wirkte er in der Serie Longmire mit. 2016 bis 2018 spielte er in HBO-Serie Westworld die Rolle des Androiden Frank Abernathy, die für die zweite Staffel zu einer Hauptfigur ausgebaut wurde. 2018 war er im Kriminalfilm City of Lies in der Rolle des Staatsanwalts Stone zu sehen. Seit 2019 ist er in der Serie What/If als Foster in einer der Hauptrollen zu sehen. Neben seiner Schauspieltätigkeit ist Herthum auch mit dem Produzieren von Low-Budget-Filmen beschäftigt.

## Filmografie (Auswahl)
- 1982: Der Spielgefährte (The Toy)
- 1984: Louisiana (Fernsehfilm)
- 1989–2006: Mord ist ihr Hobby (Murder, She Wrote, Fernsehserie, 25 Episoden)
- 1991: Columbo: Der erste und der letzte Mord (Caution: Murder Can Be Hazardous to Your Health, Fernsehreihe)
- 1996: Tomorrow Man – Retter aus der Zukunft (Tomorrow Man, Fernsehfilm)
- 1997: Favorite Son
- 1998: Rache nach Plan (Vengeance Unlimited, Fernsehserie, 2 Episoden)
- 2001: The Ghost
- 2001–2003: JAG – Im Auftrag der Ehre (JAG, Fernsehserie, 3 Episoden)
- 2006: Red Ridge
- 2006: Nola
- 2007: The Riches (Fernsehserie, Episode 1x01)
- 2007: Pride
- 2007: Der Nebel (The Mist)
- 2008: K-Ville (Fernsehserie, Episode 1x11)
- 2008: American Violet
- 2008: Mutants
- 2008: Der seltsame Fall des Benjamin Button (The Curious Case of Benjamin Button)
- 2009: I Love You Phillip Morris
- 2009: Mord in Louisiana (In the Electric Mist)
- 2009: Zwölf Runden (12 Rounds)
- 2010: Tekken
- 2010: Treme (Fernsehserie, Episode 1x03)
- 2010: Breaking Bad (Fernsehserie, Episode 3x13)
- 2010: Der letzte Exorzismus (The Last Exorcism)
- 2010: The Gates (Fernsehserie, 2 Episoden)
- 2010: The Defenders (Fernsehserie, Episode 1x06)
- 2011: The Mentalist (Fernsehserie, Episode 3x13)
- 2011: Criminal Minds (Fernsehserie, Episode 6x20)
- 2011: Navy CIS (NCIS, Fernsehserie, Episode 9x02)
- 2012: True Blood (Fernsehserie, 7 Episoden)
- 2012: CSI: NY (Fernsehserie, Episode 9x01)
- 2012–2016: Longmire (Fernsehserie, 8 Episoden)
- 2013: Der letzte Exorzismus: The Next Chapter (The Last Exorcism: Part II)
- 2013: Revenge (Fernsehserie, Episode 2x22)
- 2014: Sleepy Hollow (Fernsehserie, Episode 1x12)
- 2014: True Detective (Fernsehserie, Episode 1x06)
- 2014: Stalker (Fernsehserie, Episode 1x03)
- 2015: Justified (Fernsehserie, Episode 6x11)
- 2015: Der Moment der Wahrheit (Truth)
- 2016: The Night Stalker
- 2016–2018: Westworld (Fernsehserie, 10 Episoden)
- 2017: Training Day (Fernsehserie, Episode 1x08)
- 2017: Be Afraid
- 2017: Narcos (Fernsehserie, Episode 3x03)
- 2017–2018: Chicago Med (Fernsehserie, 2 Episoden)
- 2018: Philip K. Dick’s Electric Dreams (Fernsehserie, Episode 1x07)
- 2018: Hawaii Five-0 (Fernsehserie, Episode 8x20)
- 2018: Lucifer (Fernsehserie, Episode 3x26)
- 2018: I Still See You – Sie lassen dich nicht ruhen (I Still See You)
- 2018: Chicago Fire (Fernsehserie, Episode 7x02)
- 2018: The Possession of Hannah Grace
- 2018: City of Lies
- 2019: What/If (Fernsehserie, 9 Episoden)
- 2020: FBI: Most Wanted (Fernsehserie, Episode 1x14)
- 2020: Dirty John (Fernsehserie, Episode 2x08)
- 2020–2021: All Rise – Die Richterin (All Rise, Fernsehserie, 5 Episoden)
- seit 2020: Home Before Dark (Fernsehserie)
- 2021: Hacks (Fernsehserie, 2 Episoden)
- 2022: Peripherie (The Peripheral, Fernsehserie)
- 2025: The Night Agent (Fernsehserie, 10 Episoden)